# تاریک‌مرغ تیره
تاریک‌مرغ تیره (نام علمی: Lipaugus fuscocinereus) نام یک گونه از سرده مرغ‌های تاریک است.